# Pacifigorgia curta
Pacifigorgia curta is een zachte koraalsoort uit de familie Gorgoniidae. De koraalsoort komt uit het geslacht Pacifigorgia. Pacifigorgia curta werd in 2003 voor het eerst wetenschappelijk beschreven door Breedy & Guzman. 